# آمفی‌تئاتر رومی ایتالیکا

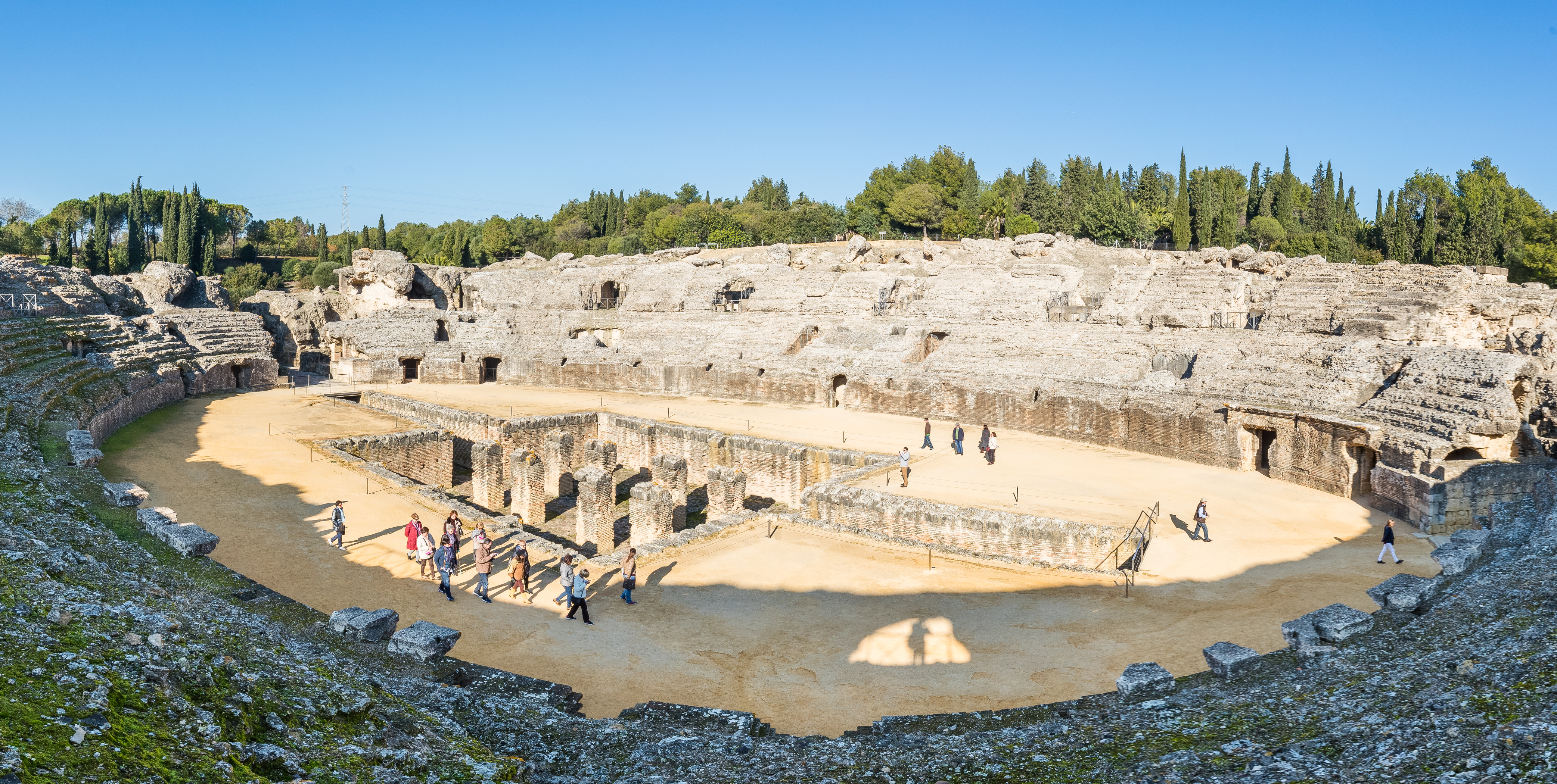
نمایی از آمفی تئاتر رومی ایتالیکا.

آمفی تئاتر رومی ایتالیکا (به اسپانیایی: Anfiteatro romano de Itálica) یک آمفی‌تئاتر رومی تخریب‌شده است که در شهرک رومی ایتالیکا، سانتیپونثه امروزی، در اندلس، اسپانیا واقع شده‌است.
این بنا در زمان امپراتور هادریانوس، تقریباً بین سال‌های ۱۱۷ و ۱۳۸ ساخته شده‌است و یکی از بزرگ‌ترین آنها در کل امپراتوری روم بود.

## ویژگی‌های معماری
ظرفیت آمفی تئاتر ۲۵۰۰۰ تماشاگر بود. این بنا به شکل بیضوی با یک محور اصلی ۱۶۰ متر (۵۲۵ فوت) و دیگری کمتر از ۱۳۷ متر (۴۴۹ فوت) و دارای سه سطح پایه است. در زیر سطح کف چوبی قدیمی آمفی تئاتر یک گودال خدماتی برای نمایش‌های مختلف گلادیاتور به نام munus gladiatorum و مبارزه با جانوران وحشی، به نام venatio وجود داشت.
این آمفی تئاتر همچنین دارای چندین اتاق بود که به آیین نمسیس و یونو اختصاص یافته بود.
آمفی تئاتر ایتالیکا در مجموعهٔ تلویزیونی بازی تاج‌وتخت به عنوان گودال اژدها در فصل ۷ و ۸ مورد استفاده قرار گرفت.

پانوراما از آمفی تئاتر از صحنه.